# جان وی. تونی
جان وی. تونی (به انگلیسی: John V. Tunney) سناتور سابق عضو حزب دموکرات ایالات متحده آمریکا بود. وی در سال ۱۹۷۱ تا ۱۹۷۷ میلادی سناتور ایالت کالیفرنیا در سنای ایالات متحده آمریکا بود.